# Urania Genève Sport
Pour les articles homonymes, voir UGS (homonymie) et Urania.
 (avril 2014).
Si vous disposez d'ouvrages ou d'articles de référence ou si vous connaissez des sites web de qualité traitant du thème abordé ici, merci de compléter l'article en donnant les références utiles à sa vérifiabilité et en les liant à la section « Notes et références ».
Maillots

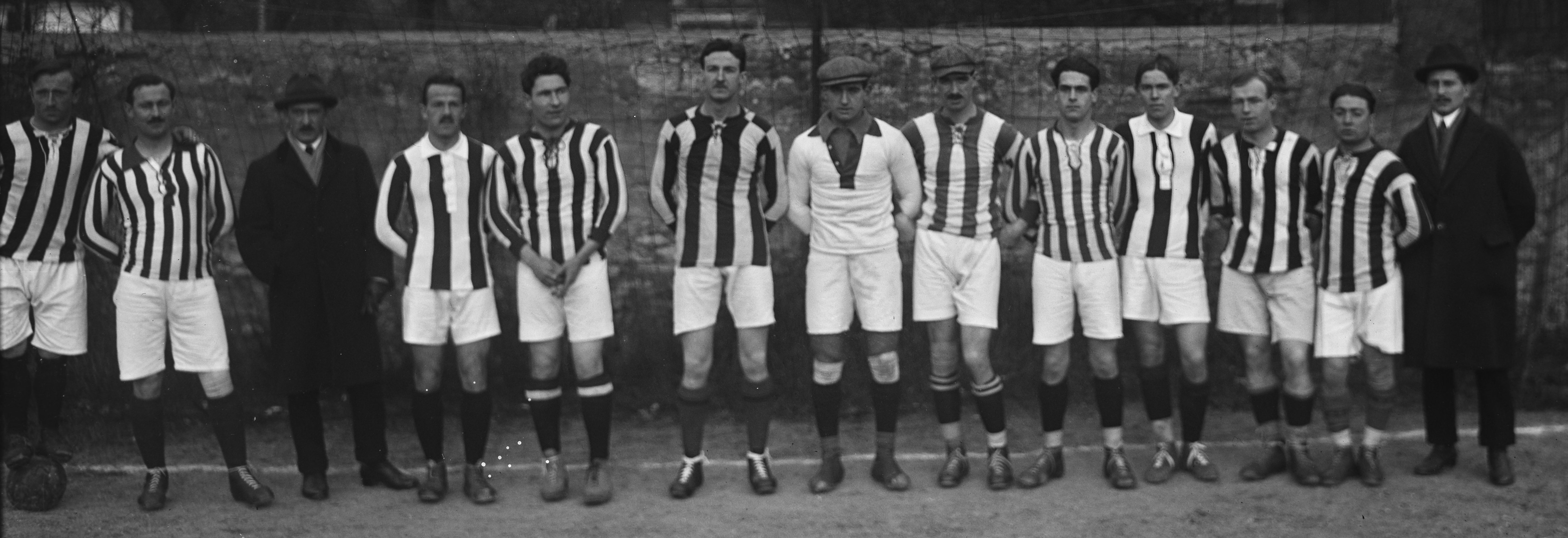
Le football club Urania de Genève en 1920.

Urania Genève Sport (abrégé parfois UGS) est un club polysportif suisse basé à Genève. La section football a été fondée en 1896.
Le club prend sa dénomination actuelle, le 10 août 1922, à la suite de la fusion entre le FC Urania (qui évoluait en 2ème division) et le FC Genève (qui lui évoluait en 1ère division).
Urania Genève Sport a remporté la Coupe de Suisse en 1929 en battant Young Boys en finale. La même année, le club est champion romand (la partie francophone de la Suisse).
En 1931, UGS est sacré vice-champion suisse derrière Grasshopper.
Le club a joué en Ligue nationale A durant 4 saisons, en 1947, 1948, 1955 et 1966.
UGS joue actuellement[Quand ?] en 2e ligue interrégionale (la 5e division nationale). Il reste le deuxième club le plus prestigieux du football genevois derrière le Servette FC. Mais avec sa victoire en coupe en 1929, UGS restera à jamais devant les autres clubs genevois ayant joué au plus haut échelon suisse, à savoir le CS Chênois et l'Etoile Carouge FC.

## Histoire
C’est le 9 février 1896 que la section football du club omnisports des Eaux-Vives voit le jour. Le club sous sa forme actuelle est né de la fusion du FC Urania et du FC Genève en 1922, ce qui en fait le plus ancien club de football du Canton de Genève.
Cela fait aujourd’hui plus de120 ans que le club écrit son histoire, avec une coupe de suisse, un titre de vice-champion suisse, sans oublier des joueurs renommés, tels qu'Eugène Parlier, Roger Vonlanthen et Roger Courtois, mais aussi le vainqueur de la Coupe du monde 1978 Alberto Tarantini et l'international camerounais Augustine Simo.
Après ce siècle glorieux et plusieurs promotions dans l’élite jusqu’au milieu des années 1990, le club évolue maintenant dans le championnat de 2ème ligue interrégionale.

## Palmarès
- Coupe de Suisse de football (1)
  - Vainqueur : 1929
  - Finaliste : 1932

- Championnat de Suisse de football
  - Vice-Champion: 1931

## Entraîneurs
- Georges Aeby
- Louis Dupal
- Roland Guillod
- Henri Scheibler
- René Schneider
- Charles Tinivella
- Mirek Tlokinski
- Genia Walaschek
- Albert Chatelain
- Paul Garbani
- Gérard Castella
- Borisav Mitrovic
- David Joye
- Hervé Musquère
- Virgile Guekam
- Uros Cetkovic

## Présidents successifs
| - 1922 - 1929 John Charpie - 1929 - 1934 Louis Joset - 1934 - 1935 Albert Giacobino - 1935 - 1947 Frédéric Morisod - 1947 - 1951 Jean Giot - 1951 - 1953 Georges Ledermann | - 1953 - 1986 Frédéric Morisod - 1986 - 1992 Alain Morisod - 1992 - 1994 Gérald Henriod et Philippe Jordan - 1994 - 1995 Martial Salamolard - 1995 - 2000 Béat Fritz - 2000 - 2012 Yves Granges - 2012 - 2018 Nicolas Jacquet - 2018 - Stefano Vito Bellingeri |